# Aurel Vișovan
Aurel Vișovan (n. 4 iunie 1926, Sărmășag, jud. Sălaj - d. 7 august 2002, Sighetu Marmației) a fost un politician legionar român, lider al Frăției de Cruce „Ion I. Moța” din Sighetu Marmației apoi, „șeful” primului lot de deținuți politici anticomuniști din Maramureșul postbelic, cunoscut ca „Lotul Vișovan”. Ulterior, s-a folosit de experiența sa de deținut ca memorialist și poet.
Întemnițat pentru activitate legionară în România comunistă, a supraviețuit Experimentului Pitești. Ca supraviețuitor al „procesului de reeducare(dezumanizare) de la Pitești”, și-a revenit spiritual, prin intermediul credinței religioase. A fost deținut 16 ani în închisorile României comuniste.

## Familia și copilăria
Aurel Vișovan s-a născut din părinți maramureșeni, Alexandru și Paraschiva, originari din satul Breb. Botezul său a fost oficiat de 6 preoți greco-catolici.
Tatăl său, Alexandru Vișovan, membru al Gărzilor Naționale Române din Maramureș și participant la Marea Adunare Națională de la Alba Iulia la 1 decembrie 1918, a ocupat o perioadă scurtă funcția de primar în Breb și apoi a funcționat ca șef de post de jandarmi în mai multe localități din nord-vestul țării, activitate pentru care a fost de mai multe ori decorat. După pensionarea sa în 1932, familia s-a întors în Maramureș și s-a stabilit la Sighet unde Aurel Vișovan a făcut primii ani de școală.
Cedarea Ardealului de nord Ungariei în august 1940 a determinat familia să plece în refugiu (sora sa Viorica a fost arestată pentru câteva ore de către paramilitari unguri) și drept urmare, s-a stabilit la Timișoara pe toată durata războiului. A absolvit în 1945 liceul “Constantin Diaconovici Loga” din Timișoara; tot în această perioadă a obținut și brevetul de planorist în urma unui curs absolvit la Arad. Anii petrecuți în refugiu au conturat în sufletul tânărului Aurel conștiința de luptător pentru dreptatea neamului românesc.

## Detenția
Întors alături de părinți la Sighet în 1945, Aurel Vișovan s-a înscris la cursurile fără frecvență ale Facultății de Drept din Cluj, fiind simultan și profesor suplinitor la Liceul "Dragoș Vodă" din Sighet unde a predat fizica, chimia și limba italiană. Atmosfera în Maramureș era foarte tensionată - de abia ieșiți de sub ocupația maghiară și scăpați cu greu de anexarea la U.R.S.S., românii maramureșeni vedeau că autoritățile erau tot în mâna străinilor, sub forma regimului comunist ce se instaura agresiv. Atât prin contactele ce le avea la Cluj cât și prin prietenul său sighetean Vasile Popșa - student la București, Aurel Vișovan a aderat la Mișcarea Legionară, de a cărei organizare în Maramureș s-a ocupat până în 1948. La una din ședințele cu tinerii elevi de a căror pregătire creștină și națională se ocupa, a fost prezent în 1947 și Ion Gavrilă Ogoranu, pe atunci șef al “Frățiilor de Cruce” din Ardeal. Momentul arestării l-a găsit pe Aurel Vișovan în funcția de șef al Grupului Legionar Maramureș format în principal din elevi și studenți. Din mărturiile ulterioare ale camarazilor săi reiese admirația de care se bucura atât datorită ținutei sale morale cât și seriozității în munca de profesor. 
În august 1948, Aurel Vișovan a fost arestat alături de alți 17 membri ai grupului și după ancheta de la Securitate (în care el a fost crunt torturat) au fost încarcerați la închisoarea din Sighet până la procesul din mai 1949. Ceilalți membri ai organizației au reușit să scape de arestare și să se retragă în munți sub conducerea lui Vasile Popșa și a fratelui său Ion și să formeze în zona Ieud-Dragomirești cea mai puternică structură de rezistență armată anticomunistă din Maramureș, sprijiniți masiv de țăranii din satele învecinate. Grupul s-a destrămat în mai 1949 în urma unei ciocniri cu Securitatea în care Vasile Popșa a fost ucis și majoritatea celorlalți arestați. Grupuri de partizani în Munții Maramureșului au mai fost semnalați însă până în 1953. 
La procesul de la Cluj, cei 18 membri ai “lotului Vișovan “ au primit condamnări între 2 și 10 ani închisoare, cea mai mare fiind a lui Aurel Vișovan care a încercat, fără succes, să ia toată răspunderea asupra sa. După trierea de la Jilava, elevii au plecat la Târgșor, iar el fiind student a ajuns la Pitești, unde a fost supus timp de doi ani îngrozitoarei terori a “reeducării prin tortură” din care a ieșit distrus fizic și traumatizat psihic dar fără compromisuri. Au urmat alți ani lungi de suferință la Gherla, Baia Sprie, Aiud, Bărăgan-colonia Lătești, lagărul "9 Culme" apoi - după o nouă condamnare de 25 de ani redusă la 18 ani - ultima lungă perioadă la Satu Mare și Aiud, de unde a fost eliberat în 1964. La acest al doilea proces din 1959 s-a cerut condamnarea sa la moarte, unul din capetele de acuzare fiind poemul incendiar “Rapsodia Maramureșului” (compus în închisoare, alături de alte poezii exprimând drama detenției dar și salvarea prin credință).

## Evoluția ulterioară
Cu sănătatea mult șubrezită, Aurel Vișovan s-a întors la Sighet în 1964 unde a reușit cu greu să se realizeze profesional (nu i s-a permis continuarea studiilor de drept iar științele economice doar după 10 ani în condiții foarte restrictive), fiind urmărit și șicanat constant de Securitate. S-a căsătorit în 1966 cu profesoara Aurelia Chindriș (și ea fiica și nepoată a unor deținuți politici) și au avut doi copii - Marius (actualmente preot greco-catolic) și Flaviu (mort la vârsta de patru ani) și apoi șase nepoți - la creșterea și educarea primilor cinci contribuind direct. 
Din 1990 și până la moartea sa în 2002 a fost nelipsit de la comemorările și simpozioanele găzduite la Sighet în închisoarea devenită Muzeu Memorial (celula 74 îi poartă numele). A dat mai multe interviuri presei române și străine, însă cea mai completă mărturie a crezului generației sale a dat-o prin cartea “Dumnezeul meu, Dumnezeul meu, pentru ce m-ai părăsit”- o frescă a celor 16 ani de detenție și în special a infernului de la Pitești, la care se adaugă “Dincoace de gratii” (viața de după închisoare) și “Scrisoare în gând” (mic volum de poezii). 
Aurel Vișovan a trecut la cele veșnice la 7 august 2002, fiind înconjurat de dragostea familiei și a camarazilor. Mărturia sa continuă să inspire noile generații prin comemorări, articole de presă, comunicări și lucrări științifice, reeditarea și traducerea cărții sale, toate acestea constituind un reper al înțelegerii istoriei românești recente.

## Scrieri
- Dumnezeul meu, Dumnezeul meu, pentru ce m'ai părăsit?, Editura: Napoca Star, 2006, ISBN: 973-9455-00-X
- Dincoace de gratii, Editura Napoca Star, 2001
- Dio mio, Dio mio, perché mi hai abbandonato? Editura Napoca Star, 1999